# Flavio Giacchero
Flavio Giacchero (Torino, 15 agosto 1974) è un polistrumentista ed etnomusicologo italiano.

## Biografia
Si occupa principalmente di musica tradizionale, musica creativa e improvvisazione, world music, free jazz. Partecipa come musicista e compositore in numerose formazioni con intensa attività concertistica e discografica.
Partecipa dall'infanzia alle tradizioni musicali e coreutiche del suo paese, Viù, nelle Valli di Lanzo e inizia a suonare il sassofono, per poi proseguire una ricerca musicale che lo porta alle cornamuse e infine il clarinetto basso, che studia con il maestro Carlo Actis Dato. A fianco della musica incontra la fotografia e realizza in particolare reportage di carattere etnografico esponendo alla Galleria civica di Modena, gallerie Aleph di Torino. Nei primi anni Novanta è Selezionato dal GAI (circuito Giovani Artisti Italiani).
Laureato in Etnomusicologia all'Università di Torino, dal 2003 al 2013 ha lavorato al CREL (Centro Regionale Etnografico Linguistico) per l'analisi e lo studio di archivi sonori e cartecei (tra i principali fondi di ricerca: Emilio Jona e Sergio Liberovici; Michele Straniero; Franco Castelli; Museo delle Arti e Tradizioni Popolari di Roma; Antonio Adriano; Gustavo Buratti; Emilio Tron; Gian Luigi Beccaria, Pier Paolo Sancin, Cantacronache, ecc...). Ha eseguito registrazioni di ricerca sul campo in Italia, Francia, Spagna, Croazia, Istria, Mexico, Bolivia, Senegal, India (Tamil Nadu, Kerala).

## Pubblicazioni
- 2003 F. Giacchero, La capra che canta, zampogne, pive cornamuse, in Homo Ludens, periodico di aggiornamento del Centro per la Cultura Ludica della Città di Grugliasco (TO), anno XI, n. 2, aprile 2003.
- 2004 Li Sounalhé, Un viadjo (musica tradizionale da una ricerca nella Valle di Susa, Sangone e Valli di Lanzo), Radicimusic, Fiesole (FI).
- 2005 Collaborazione alla realizzazione del CD audio allegato a: F. Castelli, E. Jona, A. Lovatto, Senti le rane che cantano, canzoni e vissuti popolari della risaia, Roma, Donzelli, 2005
- 2008 Collaborazione alla realizzazione del CD audio allegato a:  E. Jona, S. Liberovici, F. Castelli, A.  Lovatto, Le ciminiere non fanno più fumo, canti e memorie degli operai torinesi, Roma, Donzelli, 2008.
- 2009 Collaborazione alla realizzazione dei due CD audio allegati a: F. Castelli, E. Jona, A. Lovatto(a cura), Costantino Nigra, Canti popolari del Piemonte, antologia sonora, Torino, Einaudi, 2009.
- 2011 F. GIACCHERO, Il Nigra al CREL, in P. Grimaldi, G. Fassino (a cura di), Costantino Nigra etnologo, le opere e i giorni, atti del convegno di studi (Castelnuovo Nigra, 27-29 giugno 2008), Torino, Omega Edizioni, 2011.
- 2014 Dançar a la chantarèla/ Balà an chantant, apprendimento delle lingue attraverso i canti; ballo cantato in occitano, francoprovenzale, francese, note e foglio di sala, Associazione Culturale Chambra d'Oc e Tsambra Francoprouvénsal.
- 2015 Flavio Giacchero, La tradizione musicale nelle Valli di Lanzo, in Pagine Nuove 4, giovani autori per la storia e la cultura delle Valli di Lanzo, Lanzo T.se, Società Storica delle Valli di Lanzo, CXXVIII, 2015.[1]
- 2015 Flavio Giacchero (analisi e commento ad alcune fotografie rappresentanti formazioni musicali), in Le colline della tradizione. Il Piemonte rurale nelle fotografie di don Emilio Bellino parroco di Cinzano 1890-1920, a cura di Gianpaolo Fassino, Comune di Cinzano, 2015.
- 2015 Flavio Giacchero, Uno sguardo sonoro: arte, ricerca e pensiero di Sergio Liberovici, in Musiche tradizionale in Polesine. Le registrazioni di Sergio Liberovici (1968), a cura di Paola Barzan, Roma-Rovigo, Squilibri-Minelliana, 2015.

## Filmografia
- 2017 Flavio Giacchero e Luca Percivalle, Lou Soun amis - Il suono amico. Una tradizione musicale delle Alpi Occidentali, Valli di Lanzo. Film Documentario [2]

## Discografia
- 2003 Alberto Cesa, La ballata della FIAT, nel disco La poesia operaia, omaggio a Bandelli, Blond Records.
- 2012 Edaq, Dalla parte del cervo. Grand-mere (AO)
- 2012 Tradalp, La musica tradizionale in una nuova dimensione orchestrale, FolkClub-Arte Motiva.
- 2013 Silvio Peron, Eschandihà de vita, Felmay
- 2014 Blu l'azard, Enfestar, Chambra d'Oc.[3]
- 2016 CoroMoro, L'arrivo.
- 2017 Carlo Actis Dato con Atipico 4, Next planet on the way, Setola di Maiale (UD)
- 2018 Blu L'azard, Bal Poètic, Ala Bianca, Sant'Anna Records

.